# Calytrix smeatoniana
Calytrix smeatoniana är en myrtenväxtart som först beskrevs av Ferdinand von Mueller, och fick sitt nu gällande namn av Lyndley Alan Craven. Calytrix smeatoniana ingår i släktet Calytrix och familjen myrtenväxter. Inga underarter finns listade i Catalogue of Life.